# Kornsjösjön
Kornsjösjön är en sjö i Örnsköldsviks kommun i Ångermanland och ingår i Nätraåns huvudavrinningsområde. Sjön har en area på 2,78 kvadratkilometer och ligger 43 meter över havet. Sjön avvattnas av vattendraget Bjällstaån.

## Delavrinningsområde
Kornsjösjön ingår i det delavrinningsområde (701499-163045) som SMHI kallar för Utloppet av Kornsjösjön. Medelhöjden är 94 meter över havet och ytan är 17,7 kvadratkilometer. Räknas de 5 avrinningsområdena uppströms in blir den ackumulerade arean 48,57 kvadratkilometer. Bjällstaån som avvattnar avrinningsområdet har biflödesordning 2, vilket innebär att vattnet flödar genom totalt 2 vattendrag innan det når havet efter 18 kilometer. Avrinningsområdet består mestadels av skog (54 procent), öppen mark (11 procent) och jordbruk (14 procent). Avrinningsområdet har 2,77 kvadratkilometer vattenytor vilket ger det en sjöprocent på 15,7 procent.